# Asta Backman
Asta Elisabeth Backman, född Agda Inberg den 4 februari 1917 i Vasa, död den 18 februari 2010 i Helsingfors, var en finländsk skådespelare.
Backman var dotter till en snickare och studerade från början vid en affärsskola. Därefter arbetade hon som kontorist för tidningen Ilkka innan hon 1940 anslöt sig till teatern i Vasa. Backman verkade vidare vid teatern i Björneborg och Finlands nationalteater 1945–1947 samt 1953–1963. Hon verkade däremellan vid Lahtis stadsteater 1947–1953. År 1963 anslöt sig Backman till Yles TV-teater och medverkade i tio TV-uppsättningar och TV-serier.
Backman var gift med teaterchefen Fritz-Hugo Backman 1947–1993.